# Conus abbotti
Conus abbotti é uma espécie de gastrópode do gênero Conus, pertencente à família Conidae.